# أغواطيم الشمالية (تحناوت)
أغواطيم الشمالية هي إحدى مشيخات المملكة المغربية، تتبع جغرافيا لإقليم الحوز وإداريًا لتحناوت. يقدر عدد سكانها بـ 9471 نسمة حسب الإحصاء الرسمي للسكان والسكنى لسنة 2004.